# Agata (organizacja)
Litewskie Stowarzyszenie Praw Pokrewnych (lit. Lietuvos gretutinių teisių asociacija), znane pod nazwą Agata – litewska organizacja non-profit z siedzibą w Wilnie założona w 1999 roku. Zajmuje się prawami wydawców i wykonawców muzycznych na Litwie oraz licencjonowaniem ich utworów i albumów.
W 2011 organizacja została organem wyznaczonym w kraju do pobierania odszkodowań dla pisarzy, wykonawców, aktorów i producentów. 
Agata jest członkiem stowarzyszonym International Federation of the Phonographic Industry (IFPI). 
W 2019 stowarzyszenie liczyło 9,100 zarejestrowanych członków.
Organizacja wydaje także kody ISR dla IFPI na Litwie.

## Listy notowań
Od września 2018 Agata publikuje cotygodniowe listy stu najpopularniejszych albumów i singli na Litwie. Listy notowań są oparte na sprzedażach fizycznych jak i odtworzeniach w aplikacjach streamingowych takich jak; Spotify, Deezer, Apple Music, iTunes, Google Play i Shazam. 
Listy publikowane są pod nazwami:
- Albumų Top 100 (Top 100 Albumów)
- Singlų Top 100 (Top 100 Singli)